# Eumelo
Eumelo  (ou Eumelo de Corinto)  foi um  poeta épico grego do Século VIII a.C.. No século II d.C., segundo Pausânias (geógrafo), quase tudo que fora escrito por Eumelo havia se perdido, com exceção de uns versos cantados em Ithomi,  Messinia, em louvor a Apolo de Delos.

## Biografia
Eumelo pertencia ao clã coríntio dos Baquíadas e seus épicos tinham o propósito evidente de atribuir um passado heróico à sua cidade, ligando-o a personagens famosos da mitologia helênica, como Jasão e Medeia.
Um de seus fragmentos que restaram refere-se à uma Prosódia, ou seja, uma procissão para altares e templos, com cantos e acompanhados de aulos. Pausânias relata uma prosódia cantada pelos messínios em Delos, em homenagem a Apolo, e do qual restaram apenas dois hexâmetros.
“Por ele de Ithome (Zeus) deleita-te com a musa que tem uma pura lira e veste as sandálias da liberdade” _(Paus. 4.33.3).
Outra obra de destaque foi o épico "Coríntica", onde ele mistura fatos históricos e lendas, para glorificar as origens de Corinto. O texto se perdeu, mas o poema é citado por Pausânias.
Também escreveu os poemas "Bougônia", "Europia", "Titanomaquia" e "Retorno de Troia", sendo que este último pode ser um dos livros que compunham o grande épico perdido, "Nostoi", mencionado por vários autores antigos.
De um modo geral, pairam dúvidas sobre a autoria de todas as obras atribuídas a Eumelo.